# Gukkejaure
Gukkejaure är en sjö i Storumans kommun i Lappland och ingår i Umeälvens huvudavrinningsområde.
Namnet är samiskt och kan på svenska översättas med Långsjön.